# 松代藩

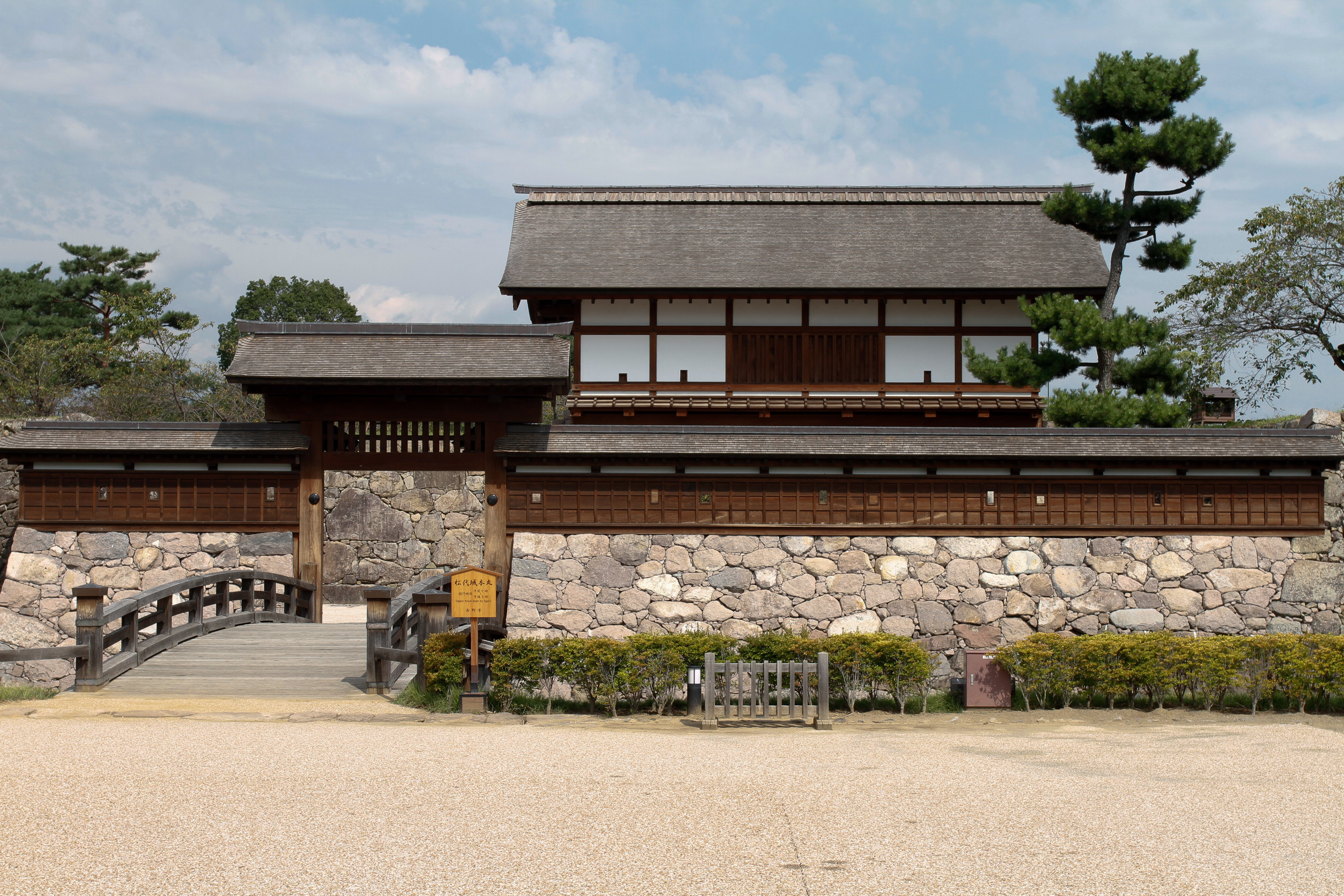
松代城

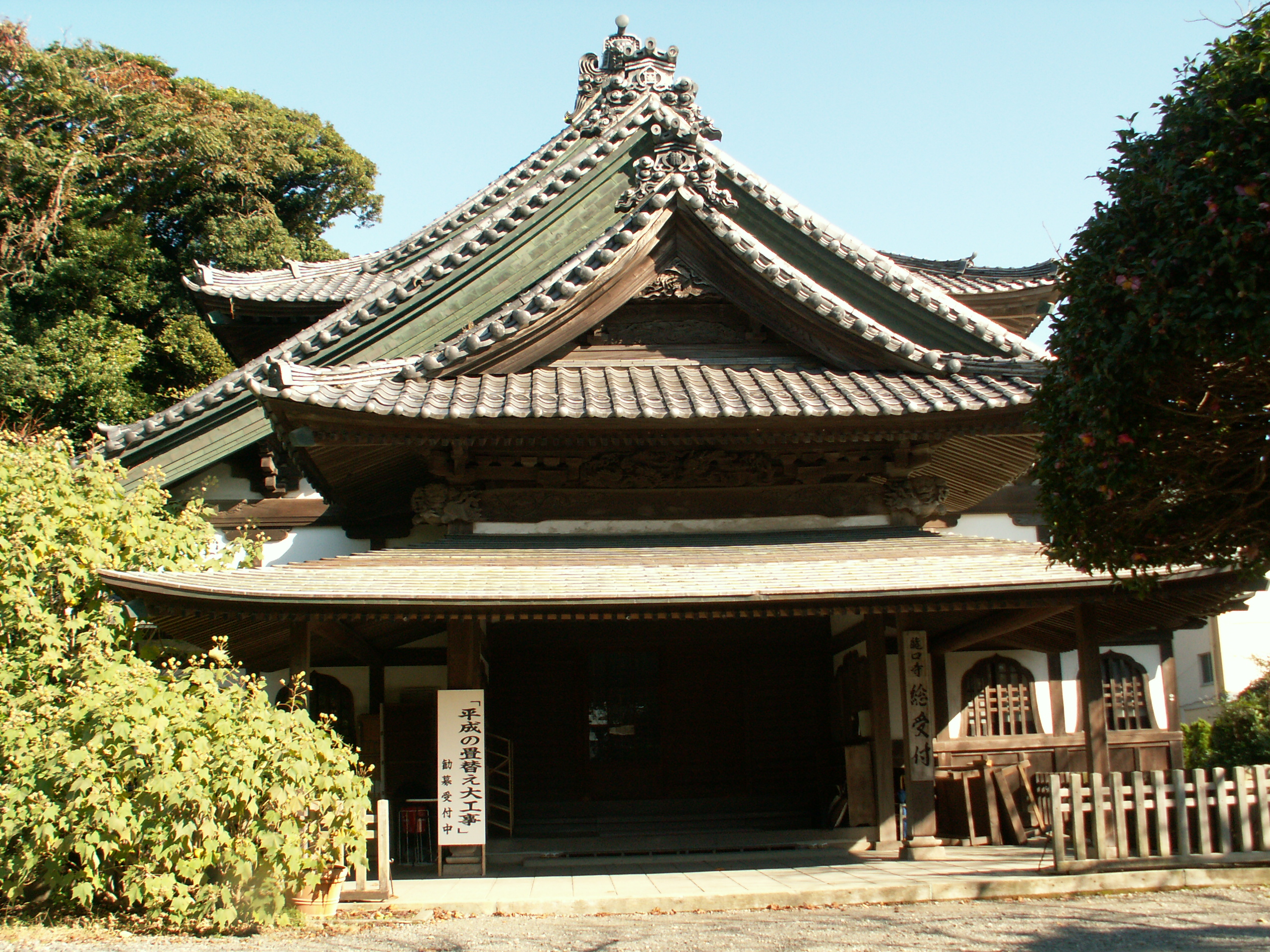
旧松代藩藩邸。昭和初期に神奈川県藤沢市の龍口寺へ移築された（現在の龍口寺大書院）

松代藩（まつしろはん）は、江戸時代、信濃国埴科郡松代町（現在の長野県長野市松代町松代）の松代城を居城とした藩。信濃国北部の川中島4郡と呼ばれる地域を領した。
川中島4郡を治めた藩については、川中島藩（かわなかじまはん）と呼称されることもある。江戸時代初期には酒井家（左衛門尉）や福井松平家などが入った。1622年、松代を城地として真田家が就封し、10代約250年にわたって存続して廃藩置県を迎えた。このため一般に「松代藩」は真田氏の藩（真田松代藩）を指すことが多い。真田家時代の石高はおおむね10万石で、信濃国内の藩では最高の石高を有した。

## 名称

### 「川中島四郡」
「川中島」はもともと、善光寺平のうち千曲川と犀川とに挟まれた扇状地一帯を指す呼称であったが、のちにこの地域を含む信濃国北部（奥信濃）一帯を指す広義でも使われるようになった。
川中島四郡とは高井郡、水内郡、更級郡、埴科郡の四郡を指す。現在の行政区画では
- 高井郡（現在の上高井郡、下高井郡及び中野市、須坂市）
- 水内郡（現在の上水内郡、下水内郡及び飯山市、長野市）
- 更級郡
- 埴科郡（千曲市を含む）

にあたり、おおむね現代の北信地方に相当する。

### 「川中島藩」と「松代藩」の区分
書籍によって、「川中島藩」と「松代藩」は別の藩と扱われたり、同一の藩の別名として扱われたりする。『藩と城下町の事典』によれば、松平忠昌の頃までは「川中島領」と「松代領」に明確な区別はなかったという。本項では「川中島藩」と「松代藩」を一体のものとして扱う。
『角川新版日本史辞典』巻末の「近世大名配置表」では藩名「松代」として森・松平忠輝・松平忠昌・酒井・真田の各氏を記している。同様に、『日本史広辞典』巻末の表「大名配置」では「松代藩」として田丸・森・松平忠輝・松平忠昌・酒井・真田の各氏の変遷を記す。
『角川日本地名大辞典』は「松代藩」の項目において豊臣政権期からの領主を記しているが、松平忠昌までは「海津藩」または「川中島藩」、酒井忠勝以後を「松代藩」と呼ぶのがふさわしいとしている。『藩と城下町の事典』は、「川中島藩」（田丸・森・松平忠輝・松平忠昌・岩城）と「松代藩」を分けて掲載しており、「便宜的に忠昌までを川中島藩とし、酒井忠勝以後を松代藩とする」としている。
上記のように、江戸時代初期までに川中島領に入封した大名のいずれを「川中島藩主」と扱うかについても、書籍によって差異がある。関ケ原の合戦によって改易された豊臣大名である田丸直昌は「藩」の定義によっては除外され、岩城貞隆は「信濃中村藩」として、福島正則は「高井野藩」として扱われることがある。
『藩と城下町の事典』は、「一般に松代藩というときは酒井氏転出後の真田松代藩を指すことが多い」とも述べている。

### 「松代」の表記
松代城は、戦国期の海津城を原型とする城で、古くは「待城」や「松城」と呼ばれた。正徳3年（1713年）、真田家3代藩主・真田幸道のときに幕命によって「松代城」と改められた。このため、城名・藩名・地名として「海津（藩）」「待城（藩）」や「松城（藩）」が用いられることもあるが、本項では便宜上「松代」に統一する。

## 沿革

### 川中島藩時代
川中島四郡は信濃国北部の高井郡（現上高井郡、下高井郡及び中野市、須坂市）、水内郡（現上水内郡、下水内郡及び飯山市、長野市）、更級郡・埴科郡（千曲市を含む）の四郡を指す。戦国時代の川中島の戦いで武田氏と上杉氏の係争地となったところであり、現在の北信地方に該当する。しかし北信地域支配の中心は、武田信玄が上杉謙信との戦に備え、山本勘助に命じて築城させた海津城（松代城）に置かれた。
近世大名領の成立は関ヶ原の戦い後の森忠政が13万7千石で川中島に入封したことに始まる。忠政は川中島領の領国化に勤め、「右近検地」と呼ばれる徹底的な検地により全領一揆が発生したがこれを徹底的に殲滅した。1603年（慶長8年）美作国一国（津山藩）に加増転封となった。海津城は忠政の統治時に「待城」と改名されたとされる。
その後徳川家康の六男松平忠輝が越後国高田藩へ移る1610年（慶長15年）までの7年間、14万石を領有し、高田へ加増転封となった後も新領土に旧領が含まれており、1616年（元和2年）改易されるまでの間領知した。この2家の領有期間は、一般に川中島藩と呼ばれる。忠輝領有期間には家老花井吉成が城代として統治して領内の整備に尽力し、そのため花井神社が建立され業績を称えられている。
その他、幕府によって広島藩を改易された福島正則の新領地となった高山村（高井野藩）や大坂の陣で加増を得た岩城氏の飛地領となった木島平村（信濃中村藩）も川中島藩と呼ばれる場合がある。

### 福井松平家・酒井氏統治時代
1616年（元和2年）に結城秀康の子松平忠昌が12万石にて松代城に入封して以降この地は松代（松城）藩領と呼ばれる。忠昌は1619年（元和5年）に越後国高田藩へ転封。
代わって酒井忠勝が10万石で入封するが、1622年（元和8年）には出羽国庄内藩に移る。この間、同地には岩城家（1616年-1623年信濃中村藩：後出羽国亀田藩に転封）と福島正則（1619年-1624年：安芸国広島藩改易後の堪忍領。後に改易）の領地（高井野藩）も存在し、これらも川中島藩と称されることがある。

### 真田氏統治時代

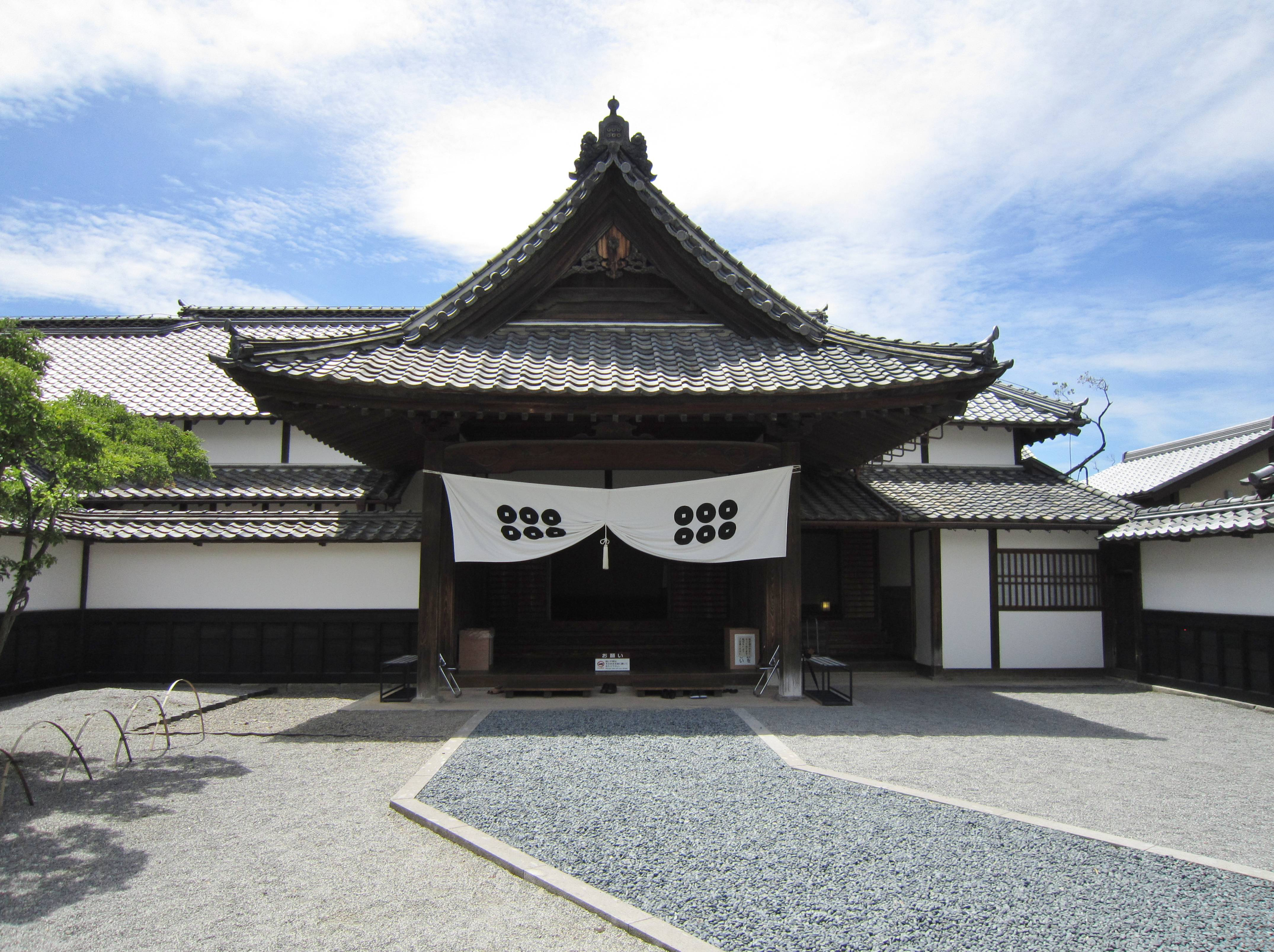
真田邸

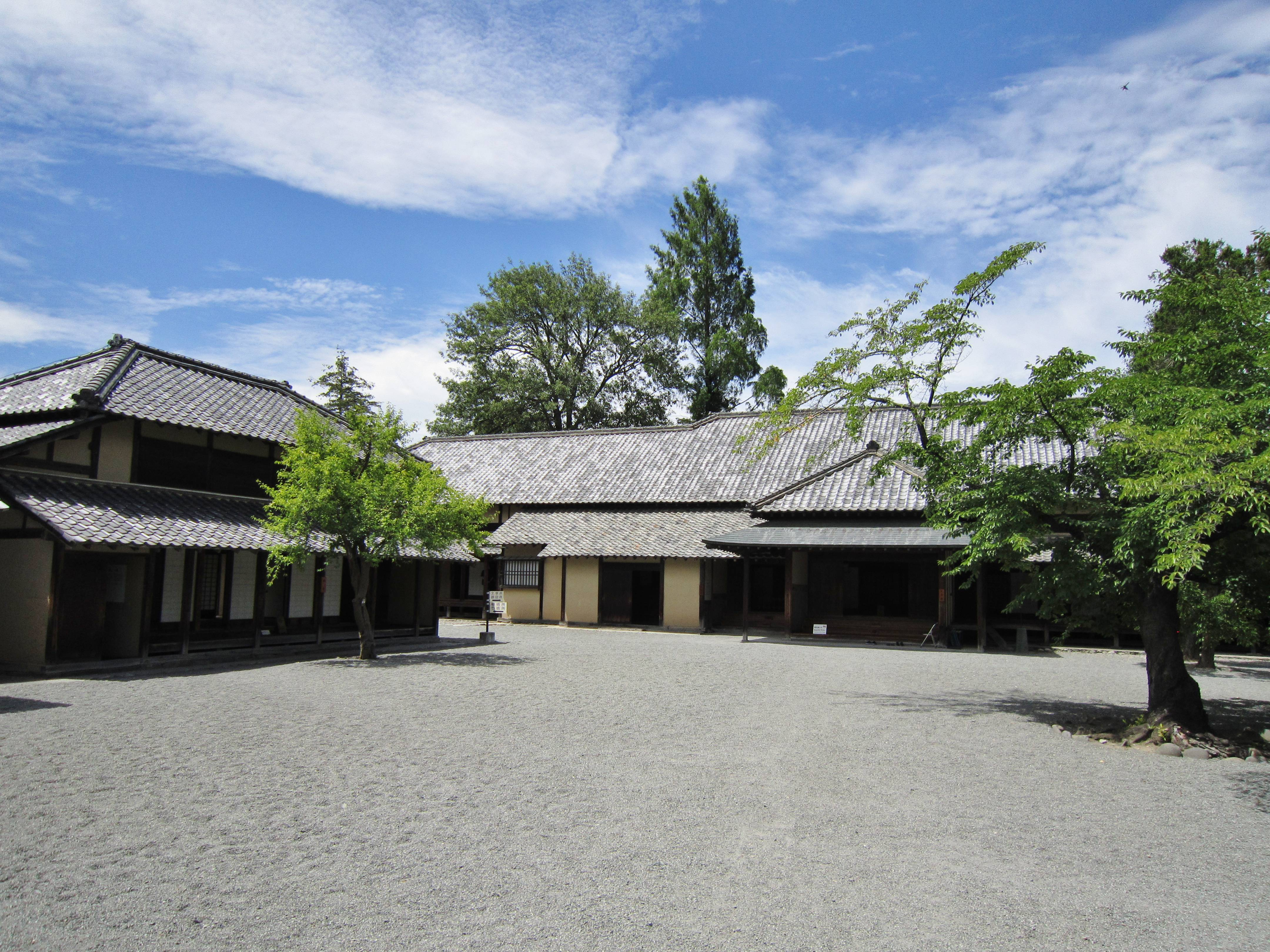
文武学校

1622年（元和8年）に信濃国上田藩より真田信之が13万石で入封した後、明暦4年（1658年）に3代幸道の相続時に分地の沼田領3万石が独立（ - 1680年改易）し、以後10万石として幕末までこの地は真田家の所領として続く。
真田家はその出自から外様大名とされることが多いが、幕府における席次は帝鑑間詰（譜代大名待遇）であった。理由として、8代藩主真田幸貫が8代将軍徳川吉宗の孫である松平定信の実子であること、信之の妻小松姫が徳川家康の養女（本多忠勝の実娘、一説によると徳川秀忠の養女）であること等の理由による。なお、支藩（分地）としては沼田藩以外に埴科藩もあったが、後年断絶している。
信之は上田藩時代より蓄財した20万両という大金をもって入封した。このため当初は裕福であったが、3代幸道の時代、幕府による度重なる手伝普請などの賦役により信之の遺産を使い果たした。また、1717年（享保2年）松代城下は大火に見舞われ復興に幕府より1万両を借り受け、逆に借財を抱えるようになった。
4代信弘は質素倹約を旨とし財政は持ち直した。また領内支配を従前の山中郷、上郷、下郷から山中、里方の2つに再編し、さらに山中の5通（田野口通、新町通、有旅通、茂菅通、吉窪通）と里方の4通（川南通、川東通、川北通、川中島通）に細分化した。5代信安の時代の1742年（寛保2年）松代城下を襲う水害に見舞われた（戌の満水）。この際、再び幕府より1万両を借財し千曲川の河川改修が行われた。これにより松代城下は水害に見舞われなくなった。しかし、再び財政は悪化した。信安は河川改修の中心となった原八郎五郎を家老に抜擢し、家臣給与の半知借上、年貢の前倒し徴収を行うなどの財政再建に努めた。しかしこれが家臣の反発を招き、1744年（延享元年）足軽によるストライキという全国的にも極めて稀な事態となった。1751年（宝暦元年）には不正を行った原八郎五郎を罷免し、代わって赤穂藩浪人と称する田村半右衛門（浅野家の家老であった大野知房の子・大野群右衛門と同一人物ともいわれる）を勝手方として召し抱え財政再建に当たらせた。しかし、性急な改革は農民の反発を招き、同年には「田村騒動」と呼ばれる藩内初の一揆が起こった。田村もまた汚職を行ったとして、同年に江戸に逃亡したところを捕らえられた。
信安の後、藩主となった幸弘は、1757年（宝暦7年）家老の恩田木工を勝手方に据え財政再建に当たらせた。木工の5年間の在任中、めざましい成果は得られなかった。しかし、藩士・領民の財政再建に対する意識を改革したということでは、ある程度の功績を得られたといえる。幸弘は1758年（宝暦8年）藩校「文学館」を開いている。
幕末期には8代幸貫が老中として幕政に関与している。幸貫は寛政の改革を主導した松平定信の子（第8代将軍徳川吉宗の曾孫に当たる）であり、幸貫以降真田家は国主以外で自分の領地の国主名を名乗れるという特権を得ている。また、幕末の奇才佐久間象山を登用した。1847年（弘化4年）善光寺地震が起こり復旧資金の借り入れにより、藩債は10万両に達した。
9代幸教は、ペリーの浦賀来航時に横浜の応接場の警備を命じられ、その後も江戸湾の第六台場等の警備などを務めたことで、藩財政は破綻寸前となった。先代幸貫が計画した新たな藩校「文武学校」を1855年（安政2年）に開校した。1864年（元治元年）、朝廷から京都南門の警衛を命じられ藩兵を率いて上洛し、禁門の変が起こると参内して朝廷の守りについた。
明治維新の際、松代藩は比較的早くから倒幕で藩論が一致し、朝廷から信濃全藩の触れ頭役を命じられた。戊辰戦争には新政府軍に参加して多大な軍功を挙げたが、膨大な戦費により財政が悪化し、1870年（明治3年）には松代騒動が勃発した。1871年（明治4年）廃藩置県により松代県となり、その後、長野県に編入された。
1884年（明治17年）華族令施行に伴い、藩主家は子爵を授けられた。(のちに伯爵に陞爵)

## 城地
- 松代城（1560年(永禄3年)築城）：長野県長野市松代町

## 歴代藩主
各藩主に記載された年号は在任期間

### 川中島藩

#### 森家
外様 13万7500石　
1. 忠政（ただまさ）〔従四位下、右近大夫・侍従〕　1600年（慶長5年：美濃国金山より）-1603年（慶長8年：美作国津山藩へ）

#### 長沢松平家
親藩 14万石
1. 忠輝（ただてる）〔従四位下、左近衛少将〕　1603年（慶長8年：下総国佐倉藩より）-1610年（慶長15年：越後国高田藩へ）

### 松代藩

#### 福井松平家
親藩 12万石
1. 忠昌（ただまさ）〔従五位下、伊予守〕　1616年（元和2年：常陸国下妻藩より）-1619年（元和5年：越後国高田藩へ）

#### 酒井家
譜代 10万石
1. 忠勝（ただかつ）〔従四位下、宮内大輔〕　1619年（元和5年：越後国高田藩より）-1622年（元和8年：出羽国庄内藩へ）

#### 真田家
外様（譜代格） 10万石

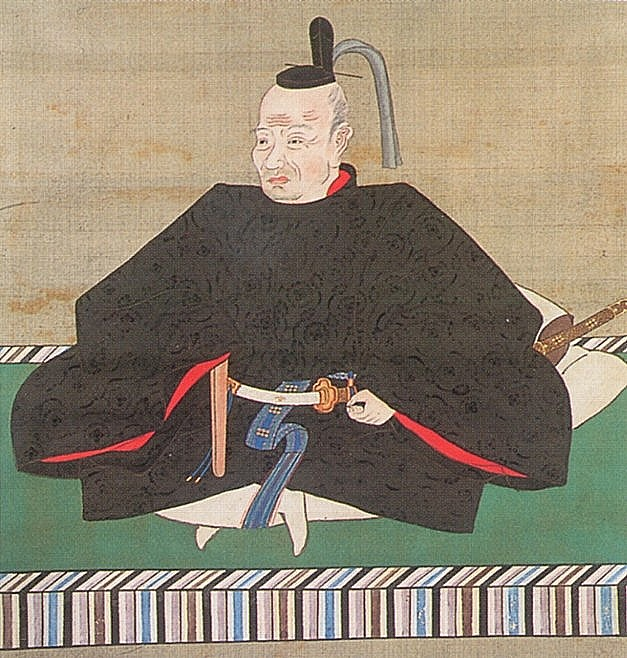
真田信之

1. 信之（のぶゆき）〔従五位下、伊豆守〕　1622年（元和8年：信濃国上田藩より）-1656年（明暦2年）
2. 信政（のぶまさ）〔従五位下、内記〕　1656年（明暦2年）-1658年（万治1年）
3. 幸道（ゆきみち）〔従四位下、伊豆守〕　1658年（万治1年）-1727年（享保12年）
4. 信弘（のぶひろ）〔従五位下、伊豆守〕　1727年（享保12年）-1736年（元文1年）
5. 信安（のぶやす）〔従五位下、伊豆守〕　1737年（元文2年）-1752年（宝暦2年）
6. 幸弘（ゆきひろ）〔従四位下、右京大夫〕　1752年（宝暦2年）-1798年（寛政10年）
7. 幸専（ゆきたか）〔従四位下、弾正大弼〕　1798年（寛政10年）-1823年（文政6年）
8. 幸貫（ゆきつら）〔従四位下、右京大夫〕　1823年（文政6年）-1852年（嘉永5年）　老中（1841年（天保12年）-1844年（弘化1年））
9. 幸教（ゆきのり）〔従四位下、右京大夫〕　1852年（嘉永5年）-1866年（慶応2年）
10. 幸民（ゆきもと）〔従二位、信濃守〕　1866年（慶応2年）-1869年（明治2年：版籍奉還）

## 重臣

### 真田家家臣
- 矢沢家（筆頭家老、2000石） - 真田一門。真田頼昌の三男・頼綱が養子として矢沢家に入ったため、真田氏の血族である。
  - 矢沢頼綱－頼康＝頼邦（頼康の弟）－頼貞－頼永＝頼次（頼永の弟）－頼豊（自害断絶）＝誠定（誠重、矢沢家再興・頼永の弟頼誠の子）－頼誠－頼寛－頼家－頼堯－頼春－頼孝＝頼直（頼寛の孫恩田民正次男）＝頼道（実兄恩田民知長男）－頼忠
- 小山田家（次席家老、1000石） - 真田一門。藩祖・真田信之の姉・村松殿の系統で、真田姓を許されていた。
  - 小山田（真田）茂誠－真田（小野）之知－小山田之成－……
- 出浦家（家老、1000石） - 藩祖の父・真田昌幸の代から仕えている譜代衆。
  - 出浦盛清－幸久－……
- 恩田木工家（家老、中老など、1200石） - 真田幸道に初めて家老に任じられた恩田頼母民重を中興初代とする。
  - 恩田頼定－定俊＝時民（定俊弟・木工）－時義（木工）－万吉＝民重（時義弟）＝民清（民重婿養子・木工）－民親（木工）－宣民（木工）－貫誠－民矩（貫実）－民伸（寛）

#### 著名な藩士
- 恩田民親（恩田木工） - 6代幸弘に仕えた勝手方家老。松代藩の財政再建に尽力する。
- 佐久間象山 - 信濃守幸貫が抜擢した蘭学者。急進的な開国論者であったため京の三条木屋町で暗殺される。

恩田民親
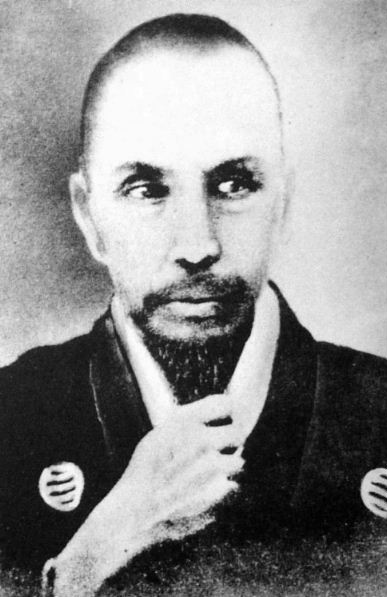
佐久間象山

## 幕末の領地
- 信濃国
  - 水内郡のうち - 83村

小柴見村 (110石4斗1升9合9勺9才8撮)・小市村 (332石8斗1升1合0勺0才5撮)・窪寺村 (865石3斗8升0合0勺0才5撮)・市村 (521石0斗9升6合0勺0才8撮)・南俣村 (316石5斗9升1合0勺0才3撮)・千田村 (613石5斗4升1合9勺9才2撮)・上高田村と下高田村 (969石0斗1升8合0勺0才5撮)・北高田村 (964石8斗4升9合9勺7才6撮)・風間村 (696石0斗4升1合0勺1才6撮)・南長池村 (486石9斗5升9合9勺9才1撮)・西尾張部村 (537石5斗0升0合0勺0才0撮)・北尾張部村 (493石41升0合0勺0才4撮)・北長池村 (888石4斗4升2合9勺9才3撮)・布野村 (424石6斗4升3合00才5撮)・村山村 (653石2斗9升6合9勺9才7撮)・中俣村 (652石06升8合9勺7才0撮)・小島村 (730石4斗1升4合0勺0才1撮)・南堀村 (354石5斗0升0合0勺0才0撮)・北堀村 (354石2斗3升9合99才0撮)・石渡村 (402石3斗8升0合0勺0才5撮)・太田村 (246石1斗2升8合0勺0才6撮)・中越村 (268石0斗4升0合0勺0才9撮)・桐原村 (366石4斗8升0合0勺1才1撮)・和田村 (976石0斗0升0合0勺0才0撮)・平林村 (351石8斗5升9合9勺8才5撮)・北郷村 (539石7斗5升5合0勺0才5撮)・北徳間村 (623石0斗1升5合0勺1才5撮)・東条村 (810石1斗0升9合9勺8才5撮)・北山田村 (202石7斗5升9合9勺9才5撮)・下稲積村 (134石8斗0升9合9勺9才8撮)・上野村 (439石0斗9升1合0勺0才3撮)・山上条村 (384石1斗0升5合9勺8才8撮)・水内村 (658石6斗5升3合9勺9才2撮)・上条村 (208石7斗4升7合4勺0才6撮)・檀田村 (409石2斗6升0合0勺1才0撮)・新町村 (261石7斗9升1合8勺0才9撮)・山穂苅村 (338石7斗3升7合0勺0才0撮)・越道村 (658石7斗9升9合9勺8才8撮)・小根山村 (644石7斗8升1合9勺8才2撮)・中条村 (735石6斗7升4合9勺8才8撮)・瀬戸川村 (803石3斗0升9合9勺9才8撮)・竹生村 (1291石5斗5升0合0勺4才9撮)・長井村 (487石5斗9升2合0勺10撮)・奈良井村 (403石0斗7升5合9勺8才9撮)・大安寺村 (226石8斗6升7合0勺0才4撮)・岩草村 (457石7斗9升0合0勺09撮)・地京原村 (602石1斗2升2合0勺0才9撮)・伊折村 (505石4斗4升6合0勺1才4撮)・念仏寺村 (535石0斗0升2合0勺1才4撮)・梅木村 (502石3斗4升2合9勺8才7撮)・日影村 (664石8斗6升1合0勺2才3撮)・上祖山村（上會山村） (215石2斗5升3合0勺0才6撮)・鬼無里村 (1270石8斗7升9合0勺2才8撮)・下祖山村（下會山村） (256石6斗7升0合0勺1才3撮)・栃原村 (1048石1斗9升9合9勺5才1撮)・鑪村 (220石8斗9升5合7勺9才8撮)・入山村 (985石9斗7升9合0勺0才4撮)・広瀬村 (592石9斗5升0合0勺1才2撮)・茂菅村 (136石8斗1升5合0勺0才2撮)・山田中村 (469石2斗9升6合9勺9才7撮)・小鍋村 (873石0斗2升8合9勺9才2撮)・倉並村 (237石8斗8升9合9勺9才9撮)・宮野尾村 (471石0斗8升7合0勺0才6撮)・桜村 (428石3斗2升9合9勺8才7撮)・泉平村 (123石0斗3升1合9勺9才8撮)・橋詰村 (572石6斗7升4合9勺8才8撮)・笹平村 (40石8斗3升8合0勺0才1撮)・中御所村 (594石5斗3升0合0勺2才9撮)・里穂苅村 (162石4斗4升0合8勺2才6撮)・専納村 (177石1斗0升6合2勺9才3撮)・古間村 (227石4斗7升2合0勺0才0撮)・吉窪村 (567石8斗4升4合9勺7才1撮)・坪根村 (354石2斗7升9合9勺9才9撮)・久木村 (149石8斗9升1合9勺9才8撮)・新安村 (88石3斗7升0合0勺0才3撮)・椿峰村 (296石1斗0升9合9勺8才5撮)・五十平村 (277石8斗4升2合9勺8才7撮)・瀬脇村 (449石3斗8升4合0勺0才3撮)・五十里村 (222石7斗8升3合0勺0才5撮)・青木村 (531石7斗6升8合9勺8才2撮)・和佐尾村 (209石2斗8升9合9勺9才3撮)・荒木村 (130石1斗9升9合9勺9才7撮)・上稲積村 (233石7斗0升9合0勺0才0撮)		
- - 埴科郡のうち - 26村

金井村 (62石3斗6升2合9勺9才9撮)・森村 (1409石4斗7升2合0勺4才6撮)・雨宮村 (2068石7斗9升8合0勺9才6撮)・屋代村 (1816石2斗9升8合5勺8才4撮)・千本柳村 (559石0斗1升5合9勺9才1撮)・清野村 (1094石8斗7升8合0勺5才2撮)・岩野村 (853石2斗7升8合9勺9才2撮)・平林村 (284石4斗9升4合9勺9才5撮)・倉科村 (862石7斗9升9合9勺8才8撮)・桑根井村 (159石7斗5升3合0勺0才6撮)・牧内村 (175石4斗1升2合9勺9才4撮)・土口村 (292石8斗6升6合3勺0才2撮)・内川村 (437石6斗3升0合0勺0才5撮)・粟佐村 (763石3斗2升0合0勺0才7撮)・柴村 (347石8斗2升4合3勺1才0撮)・田中村 (471石0斗8升2合4勺8才9撮)・生萱村 (432石4斗8升4合9勺8才5撮)・西条村 (1816石6斗3升5合0勺1才0撮)・加賀井村 (142石8斗6升0合0勺0才1撮)・鼠宿村 (1066石4斗8升3合0勺3才2撮)・欠村 (96石7斗8升1合9勺9才8撮)・関屋村 (423石8斗6升4合9勺9才0撮)・東寺尾村 (845石8斗5升4合9勺8才0撮)・松代町 (171石1斗3升9合9勺9才9撮)・東条村 (1103石3斗0升2合9勺7才9撮)・上徳間村 (283石3斗2升0合0勺0才7撮)		
- - 更級郡のうち - 117村

上五明村 (657石9斗3升2合9勺8才3撮)・上平村 (596石9斗6升9合9勺7才1撮)・新山村 (528石8斗5升4合9勺8才0撮)・山田村 (858石0斗2升6合1勺8才4撮)・力石村 (638石3斗3升5合0勺2才2撮)・須坂村 (253石1斗1升9合9勺9才5撮)・若宮村 (591石0斗8升5合8勺1才5撮)・網掛村 (469石4斗7升9合0勺0才4撮)・羽尾村 (824石5斗4升4合9勺8才3撮)・向八幡村 (341石9斗8升7合6勺1才0撮)・御幣川村 (651石3斗9升8合0勺1才0撮)・会村 (737石9斗4升5合9勺84撮)・原村 (851石9斗6升5合0勺2才7撮)・小松原村 (993石3斗2升3合9勺7才5撮)・二ツ柳村 (1034石3斗5升9合9勺8才5撮)・丹波島村 (731石0斗1升7合0勺2才9撮)・小網山内新田村 (66石7斗9升7合9勺9才7撮)・小舩山村 (218石6斗8升7合8勺0才5撮)・大豆島村 (1167石2斗8升2合9勺5才9撮)・牧島村 (277石3斗9升8合9勺8才7撮)・杵淵村 (724石0斗1升3合0勺0才0撮)・真島村 (1696石9斗6升8合9勺9才4撮)・小森村 (608石4斗2升1合9勺9才7撮)・横田村　630石9斗6升0合3勺2才7撮)・藤牧村 (365石4斗9升7合0勺0才9撮)・広田村 (845石1斗5升6合0勺0才6撮)・上布施村 (242石1斗1升7合9勺9才6撮)・下氷鉋村 (692石5斗3升1合9勺8才2撮)・田ノ口村 (651石1斗0升6合9勺9才5撮)・牛島村 (863石0斗5升7合0勺0才7撮)・山平林村 (518石8斗2升8合0勺0才3撮)・氷熊村 (216石5斗6升3合9勺9才5撮)・竹房村 (336石0斗8升4合0勺1才5撮)・高野村 (220石5斗2升4合0勺0才2撮)・吉原村 (240石6斗4升7合9勺9才5撮)・大原村 (277石4斗2升1合9勺9才7撮)・日名村 (342石6斗5升7合0勺1才3撮)・鹿谷村 (485石4斗8升0合0勺1才1撮)・下市場村 (156石3斗9升1合9勺9才8撮)・牧ノ島村 (199石3斗2升2合0勺0才6撮)・吐唄村 (15石2斗0升8合5勺0才0撮)・和田村 (34石3斗0升8合9勺9才8撮)・四ツ屋村 (868石6斗3升5合9勺8才6撮)・河合村 (1351石9斗1升5合0勺3才9撮)・河合新田村 (383石1斗3升9合0勺0才8撮)・山布施村 (556石6斗5升6合9勺8才2撮)・有旅村 (778石1斗3升3合9勺72撮)・灰原村 (69石4斗5升9合0勺0才0撮)・小田原村 (46石8斗2升1合9勺9才9撮)・南牧村 (346石0斗0升5合0勺0才5撮)・桑原村 (876石8斗1升4合0勺2才6撮)・石川村 (525石8斗0升9合0勺2才1撮)・綱島村 (1141石3斗6升9合9勺9才5撮)・小島田村 (1794石6斗8升2合0勺0才7撮)・中牧村 (736石8斗9升3合9勺8才2撮)・西寺尾村 (1272石5斗7升1合0勺4才5撮)・東福寺村 (2006石7斗3升4合0勺0才9撮)・赤田村 (475石3斗9升0合0勺1才5撮)・牧田中村 (325石5斗1升9合0勺1才2撮)・大塚村 (986石5斗7升2合0勺2才1撮)・宮平村 (143石9斗2升1合9勺9才7撮)・安庭村 (326石7斗1升6合0勺0才3撮)・三水村 (134石3斗2升8合9勺9才5撮)・布施高田村 (836石2斗7升0合9勺9才6撮)・中沢村 (358石0斗2升8合9勺9才2撮)・志川村 (993石9斗9升5合9勺7才2撮)・村山村 (417石8斗2升1合0勺1才4撮)・松岡新田 (288石7斗7升8合9勺9才2撮)・青池村 (175石4斗6升6合9勺9才5撮)・今泉村 (137石7斗0升1合0勺0才4撮)・中山新田村 (376石5斗5升8合0勺1才4撮)・八幡村 (986石6斗6升1合0勺1才1撮)・柳沢新田村 (109石3斗7升9合5勺0才1撮)・梶平村 (27石8斗5升5合0勺0才0撮)・町田村 (39石1斗3升7合0勺0才1撮)・下大岡村 (50石7斗3升5合0勺0才1撮)・平村 (59石8斗4升19合勺9才9撮)・桐沢村 (35石9斗6升6合0勺0才0撮)・長瀬村 (27石9斗1升9合0勺0才1撮)・川口村 (320石5斗0升6合7勺1才4撮)・小聖新田 (49石6斗3升9合0勺0才0撮)・軽井沢村 (61石5斗8升1合0勺0才1撮)・栗尾村 (158石9斗7升3合9勺9才9撮)・根越村 (147石1斗0升2合9勺9才7撮)・笹久村 (122石1斗4升8合0勺0才3撮)・石津村 (79石9斗3升0合0勺0才0撮)・泥平村 (38石6斗3升7合0勺0才1撮)・覆盆沢村 (23石4斗5升7合0勺0才1撮)・中挾村 (92石7斗2升0合0勺0才1撮)・門増村 (28石5斗5升2合0勺0才0撮)・代村 (127石14升6合0勺0才4撮)・南小松尾村 (35石4斗3升6合0勺0才1撮)・越中川村 (30石8斗1升3合0勺0才0撮)・佃見村 (56石6斗2升7合9勺9才8撮)・白井沢村 (29石74升0合0勺0才0撮)・和平村 (73石2斗3升9合9勺9才8撮)・〓木村　＊〔木荒〕 (30石6斗1升8合9勺9才9撮)・萱苅場村 (11石8斗3升7合0勺0才0撮)・仏風村 (36石25升8合9勺9才9撮)・女蔵里村 (36石1斗9升5合9勺9才9撮)・大田和村 (105石2斗2升1合0勺0才1撮)・境新田村 (153石7斗0升1合9勺9才6撮)・聖沢村 (50石25升7合0勺0才0撮)・雨池村 (23石4斗6升6合9勺9勺9撮)・慶師村 (80石2斗0升8合0勺0才0撮)・花見村 (127石1斗8升5合9勺9才7撮)・荻窪村 (32石5斗9升4合0勺0才2撮)・宮脇村 (23石8斗6升1合0勺0才0撮)・八重堀村 (50石4斗9升4合9勺9才9撮)・樺内村 (86石0斗3升1合9勺9才8撮)・芦ノ尾村 (232石6斗9升9合9勺9才7撮)・北小松尾 (101石1斗9升4合0勺0才0撮)・高市場村 (23石2斗8升8合0勺0才0撮)・大田原村 (159石7斗5升0合0勺0才0撮)・青木島村 (553石9斗5升5合0勺1才7撮)・五明村 (1036石2斗1升9合9勺7才1撮)・郡村 (530石8斗6升7合0勺0才4撮)		

## 幕末の預地
江戸幕府から水内郡のうち42村、高井郡のうち12村の幕府領を預かったが、廃藩置県後は水内郡の上ヶ谷村と下祖山村は松代県に、残部は長野県に編入された。
- 信濃国
  - 水内郡のうち - 46村

上野村 (188石1斗5升4合9勺9才9撮)・妻科村 (662石8斗2升0合9勺8才4撮)・腰村 (299石7斗1升8合9勺9才4撮)・辺目村 (194石3斗9升9合9勺9才4撮)・三輪村 (1123石5斗8升1合0勺5才5撮)・押鐘村 (235石6斗8升6合9勺9才6撮)・上松村 (954石9斗7升9合9勺8才0撮)・富竹村 (908石2斗0升0合9勺8才9撮)・金箱村 (334石3斗3升7合0勺0才6撮)・上駒沢村 (537石3斗7升5合0勺0才0撮)・下駒沢村 (420石1斗0升0合0勺0才6撮)・三才村 (332石0斗5升8合9勺9才0撮)・栗田村 (420石8斗8升9合0勺0才8撮)・上町 (495石4斗4升5合0勺0才7撮)・六地蔵町 (547石0斗0升0合9勺7才7撮)・牟礼村 (1367石9斗3升7合9勺8才8撮)・内町 (255石6斗4升5合0勺0才4撮)・茶磨山村 (22石0斗5升6合9勺9才9撮)・袖ノ山村 (208石7斗4升4合9勺9才5撮)・津野村 (452石2斗2升2合9勺9才2撮)・野村上村 (440石7斗8升5合0勺0才4撮)・高山村 (46石8斗5斗2合0勺0才1撮)・板橋村 (159石8斗0升32勺9才9撮)・稲附村 (295石9斗7升0合0勺0才1撮)・石橋村 (232石7斗9升1合0勺0才0撮)・中宿村 (247石4斗1升7合0勺0才7撮)・新井村 (331石8斗5升6合9勺9才5撮)・赤沼村 (1141石6斗3升0合9勺8才1撮)・赤沼河原新田 (559石0斗4升1合9勺9才2撮)・坂口村 (53石5斗4升1合0勺0才0撮)・横手村 (92石9斗7升1合0勺0才1撮)・西条村 (757石9斗0升6合9勺8才2撮)・伺去真光寺村 (156石0斗7升4合0勺0才5撮)・高坂村 (289石7斗8升5合0勺0才4撮)・夏川村 (193石0斗8升7合0勺0才6撮)・権堂村 (670石1斗8升2合9勺8才3撮)・中尾村 (155石6斗3升6合9勺9才3撮)・北川村 (89石4斗0升5合9勺9才8撮)・裏村 (66石6斗0升6合0勺0才3撮)・山神代村 (113石3斗0升0合0勺0才3撮)・宇木村 (405石9斗8升8合0勺0才7撮)・上ヶ屋村 (596石4斗5升5合9勺9才4撮)・下祖山村 (256石6斗7升0合0勺1才3撮)・吉田村 (840石4斗0升0合0勺2才4撮)・黒川村 (557石3斗4升1合0勺0才3撮)・黒川村 (467石9斗1升9合0勺0才6撮)
- - 高井郡のうち - 12村

中島村 (443石8斗9升4合9勺8才9撮)・大島村 (903石5斗1升7合0勺2才9撮)・幸高村 (203石4斗2升9合0勺0才1撮)・村山村 (386石9斗7升1合0勺0才8撮)・相之島村 (796石5斗7升8合9勺7才9撮)・飯田村 (464石7斗7升6合0勺0才1撮)・山王島村 (493石1斗2升7合0勺1才4撮)・福原村 (104石5斗2升8合9勺9才9撮)・小布施村 (765石5斗7升5合0勺1才2撮)・中条村 (81石2斗4升9合0勺0才1撮)・桜沢村 (496石6斗9升6合9勺9才1撮)・小沼村 (128石6斗9升5合0勺0才7撮)